# Khaled Hosseini
Œuvres principales
- Les Cerfs-volants de Kaboul, 2005
- Mille soleils splendides, 2007
- Ainsi résonne l'écho infini des montagnes, 2013

Khaled Hosseini (en persan : خالد حسینی), né le 4 mars 1965 à Kaboul, est un écrivain américain d'origine afghane, installé en Californie.

## Biographie
Khaled Hosseini est le cadet de cinq enfants, fils d'un diplomate et d'une professeur de farsi dans une école de filles, Khaled Hosseini suit les affectations de sa famille, d'abord en Iran (1970), revient à Kaboul en 1973, puis à Paris en 1976 où son père occupe une fonction diplomatique à l'ambassade d'Afghanistan (Khaled Hosseini effectue sa 6e, sa 5e et sa 4e dans un collège de Courbevoie ; il parle depuis couramment le français). En 1980, plutôt que de retourner dans leur pays d'origine, occupé depuis 1979 par les Soviétiques, les Hosseini obtiennent l'asile aux États-Unis.
Ayant obtenu son bac en 1984 et rejoint en 1988 l'université de Santa Clara où il obtient une licence en biologie, l'année suivante, il entre en faculté de médecine à l'université de Californie à San Diego où il obtient son doctorat en 1993. Il complète sa formation en tant que médecin interne au Cedars-Sinai Medical Center de Los Angeles en 1996. Khaled Hosseini exerce depuis cette date la profession de médecin. Il a obtenu un succès littéraire en 2003 grâce à son premier roman, écrit en anglais,The Kite Runner, en français, Les Cerfs-volants de Kaboul, devenu culte aux États-Unis et dans de nombreux autres pays où il est déjà traduit en douze autres langues (en Italie, il en est déjà à 33e édition depuis 2004). Dreamworks a acheté les droits de ses deux romans pour en faire deux films (le premier par Marc Forster).
Il fait l'éloge de l'UNHCR dans l'épilogue de son deuxième roman, A Thousand Splendid Suns (Mille soleils splendides), en tant qu'envoyé de bonne volonté de cette organisation.
Khaled Hosseini est marié et a deux enfants. Il a été déclaré auteur de l'année 2008, selon une analyse des marchés de neuf pays.

### En français
- 2005 : Les Cerfs-volants de Kaboul, roman, éditions Belfond - Grand Prix des lectrices de Elle 2006.Prix des libraires du Québec
- 2007 : Mille soleils splendides, roman
- 2013 : Ainsi résonne l'écho infini des montagnes (en), roman, éditions Belfond
- 2018 : Une prière à la mer[3], roman illustré, éditions Albin Michel

### Dans d'autres langues
- 2003 : Kite Runner 1ST Edition
- 2003 : The Kite Runner, Uncorrected Proof
- 2004 : The Kite Runer
- 2006 : Drageløperen (livre en danois)
- 2007 : Drachenläufer
- 2007 : Thousand Splendid Suns
- 2007 : Nguoi dua dieu
- 2011 : De vliegeraar / druk 1